# Susong
Susong (chiń. upr. 宿松县; chiń. trad. 宿松縣; pinyin Sùsōng Xiàn) – powiat w południowo-zachodniej części prefektury miejskiej Anqing w prowincji Anhui w Chińskiej Republice Ludowej. Liczba mieszkańców powiatu, w 1999 roku, wynosiła 787 126.